# 溫特霍雷山
46°32′53″N 7°33′10″E / 46.548141°N 7.55288°E
溫特霍雷山（Winterhore），是瑞士的山峰，位於該國中部，由伯恩州負責管轄，屬於伯訥前阿爾卑斯山脈的一部分，海拔高度2,608米，每年平均降雨量1,585毫米。